# 由礼堂
由礼堂是一座明代建筑，位于中国江西省上饶市婺源县江湾镇江湾村滕家巷，原为富商“滕百万”的滕家老屋，清乾隆年间由富商江有炎收购，是江湾现存最古老的民居。由礼堂中堂为朱熹的四句话: “读书，起家之本；和顺，齐家之本；勤俭，治家之本；循理，保家之本”。两旁对联为“二字箴言惟勤惟俭，两条正路曰读曰耕”。2006年12月18日列为第五批江西省文物保护单位。